# Paramedic

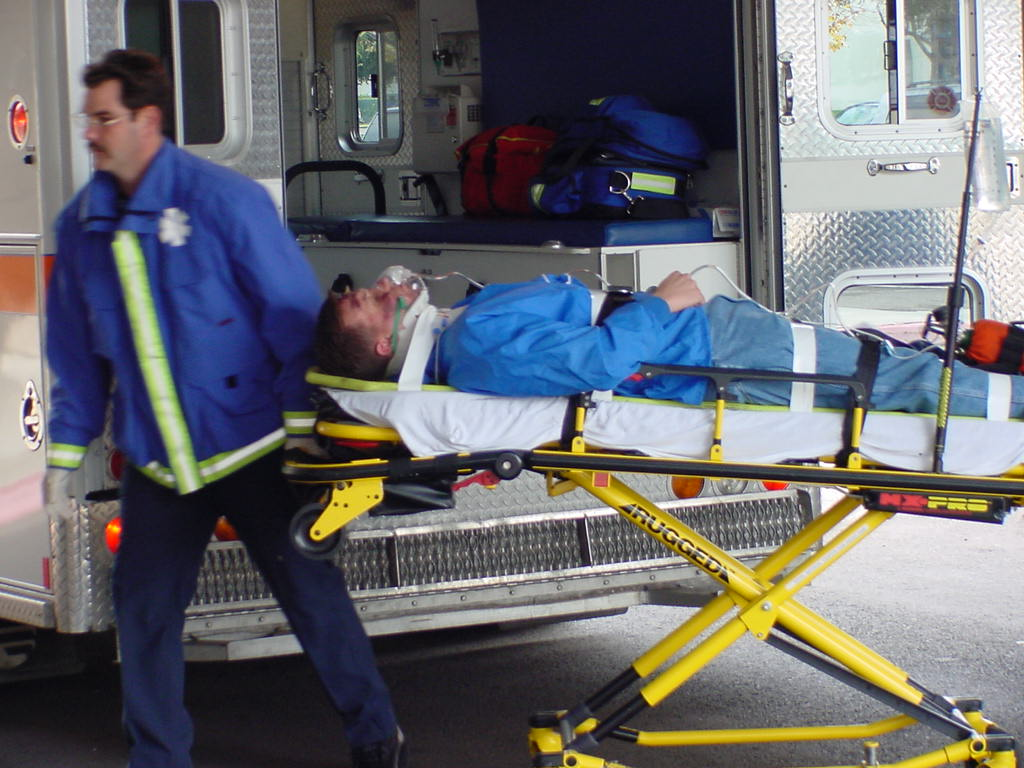
Paramedic

Paramedic este un termen care desemnează orice persoană care este calificată în acordarea primului ajutor calificat, constând în stabilizarea vieții și transportul victimelor către spitale, care dobândește aceste competențe în urma unor cursuri speciale de formare și stagii teoretice și practice în cadrul unor centre de formare, și care are în dotare echipamentele specifice acestui scop, inclusiv defibrilatoare semiautomate, funcționând sub formă de echipe de prim ajutor într-un cadru instituționalizat.
În Clasificarea ocupațiilor din România, ocupația de paramedic are codul 325903 și impune nivelul de instruire 3, adică studii medii sau postliceale.
De regulă, paramedicul lucrează în cadrul serviciului de ambulanță sau pe ambulanța pompierilor SMURD și acordă servicii de prim ajutor calificat în cazul victimelor accidentelor rutiere și dezastrelor naturale sau acelora a căror viață este în pericol din alte motive, sau celor care au urgențe medicale și solicită transport imediat la spital. În acest scop prestează toate activitățile medicale de salvare.
Personalul paramedical care activează în cadrul echipajelor de prim ajutor calificat este pregătit în instituțiile de învățământ și în centrele de formare specializate aflate în structura Inspectoratului General pentru Situații de Urgență și/sau în alte centre de formare autorizate și acreditate aflate în structura instituțiilor publice care dețin echipaje de prim ajutor calificat conform prezentei legi.
În cazul echipajelor de pompieri care intervin la incendii, accidente cu ambulanța din dotare, aceștia au echipament de prim ajutor, defibrilator semiautomat și personal calificat cel puțin 3 persoane formate ca personal paramedical.

## Autoritatea Medicolegală
Cadrul medicolegal pentru paramedici este foarte dependent de structura generală a serviciilor medicale de urgență pe teritoriul în care lucrează. În multe localități paramedicii operează ca o extensie directă a directorului medical și a practicii medicului ca o extensie a licenței directorului medical.
În locurile în care paramedicii sunt recunoscuți profesioniști din domeniul sănătății înregistrați la un organism adecvat, aceștia pot desfășura toate procedurile autorizate pentru profesie, inclusiv administrarea medicamentelor eliberate pe bază de prescripție medicală și sunt responsabili personal față de o autoritate de reglementare.
În unele zone, medicii paramedici au permisiunea de a practica multe abilități avansate, ajutând în același timp un medic care este prezent fizic, cu excepția situațiilor de urgență care amenință viața imediat.